# 决策模型
在经营管理中，决策模型是指決策者應遵循的標準化決策流程。平時有多种措施或方案供决策者参考和选择，決策者要從中選出最好的那個方案。理性决策模型共有六个步骤，分別為界定问题所在、确定决策标准、分配标准权重、开发备选方案、评估备选方案、选译最佳方案。